# 明治侠客伝 三代目襲名
『明治侠客伝 三代目襲名』（めいじきょうかくでん さんだいめしゅうめい）は、1965年（昭和40年）公開の日本映画。加藤泰監督、東映京都撮影所製作、東映配給。カラー映画(フジカラー)、シネマスコープ、8巻 / 2,467メートル（1時間30分）、映倫番号:14139 / 14139-T(予告編)。

## 概要
加藤泰が初めて手掛けた本格的な任侠映画である。
当時、明治から昭和初期を舞台にした新聞小説などを書いていた紙屋五平の、まだ原稿用紙に書かれたままのプロット書きが原案となっている(後に雑誌「小説倶楽部」に完成作品が掲載されている)。加藤泰は前年の1964年に、紙屋五平原作の『車夫遊侠伝 喧嘩辰』を監督しているが、それは任侠ものというよりも明治時代を舞台にした人情ドラマの色彩が強く、本格的な任侠映画路線の中に組み入れられた本作品の監督を企画の俊藤浩滋から依頼された際には難色を示している。最終的に、加藤は俊藤に「長谷川伸のような男と女の世界を描けるなら監督を引き受ける」という条件を出して承諾することになった。その加藤の要求は、本編内における、主人公・菊池浅次郎と娼妓・初栄のラブストーリーとして実現している。
映画がまだ量産されていた1965年当時の撮影所において、本作品も撮影期間が18日間という極端に短い日程で仕上げることを会社側から要求されている。加藤泰は『瞼の母』(1962年)で既に撮影日数15日間というタイトなスケジュールを経験しており、短い期間で撮影を完了するためにB班スタッフを編成して映画の半分を任せる手法をとっていた。本作品でも、加藤は『瞼の母』でB班監督を任せた倉田準二を再び起用し、2班編成による撮影を敢行している。加藤泰はこの2班制を「十八日を四十五日ぐらいに使った」と語っている。汐路章演じる殺し屋が嵐寛寿郎演じる大親分を襲撃する冒頭の大阪喧嘩祭りのシーンでは、汐路の回想によれば撮影期間短縮のためにセットを組まずブルーのホリゾントをバックにして演技をしたという。また、俊藤の回想によれば、他にも加藤と鶴田浩二の意思疎通がうまくいかず、時には演出をめぐって加藤と鶴田が喧嘩寸前の状態になるなど、数多くの問題を抱えた撮影だったというが、出来上がった作品は任侠映画ファンである若い観客層を呼び込んでヒットし、1971年に別冊キネマ旬報『任侠映画大全集』で任侠映画ベストテンを選定した際にはベストワンに選ばれた。製作後40数年を経た今もなお、山根貞男などの映画評論家や観客からは「名作」の呼び声も高く、俊藤は生前「撮影中は色々なことがあったシャシン(本作品)が名作になるんだから、映画製作というのは何とも面白い、奥の深いもんです」と感慨深げに語っている。

## あらすじ
1907年(明治40年)の大阪。古くから続く土地のやくざ・木屋辰一家は、湾岸地区の土木工事の建材調達を一手に引き受け、新進の星野建材はなかなかそこに入り込めないでいた。木屋辰から事業を横取りする野望に燃える星野建材の社長・軍次郎は、喧嘩祭りの日に殺し屋を雇って木屋辰の二代目・江本福一を襲撃させる。福一は殺し屋に腰を抉られたものの何とか一命を取りとめ、軍次郎の暗殺計画は失敗に終わるが、軍次郎は福一が寝たきりになったのを良いことに、配下の唐沢一家を使って木屋辰の事業をことごとく妨害する。
ある日、木屋辰一家の若衆である菊池浅次郎は、遊郭で唐沢に無理矢理身請けされそうになっている娼妓の初栄を助け、親が危篤だという初栄を自分が三日間、身請けすることで初栄を故郷に帰す。この事件を機に、初栄は浅次郎に恋心を抱くようになっていくが、遊郭はそんな初栄をとうとう唐沢に売り飛ばしてしまう。
看病の甲斐なく福一が息を引き取り、未亡人の意向により木屋辰の三代目は浅次郎と決まる。福一には春夫という一人息子がおり、春夫は浅次郎を憎んで毒づくが、浅次郎は春夫を殴り、「やくざの木屋辰は俺が受け継ぎ、春夫には堅気になってもらって木屋辰の事業を繁栄させてほしい」と涙ながらに懇願する。この言葉を聞いた春夫は改心して浅次郎と和解するが、福一を失った木屋辰一家に対する軍次郎と唐沢の妨害はますますエスカレートし、ついには春夫が重傷を負い客人の石井仙吉が殺害される事態となる。激怒した浅次郎は汽車の屋根に飛び乗ると警戒厳重な唐沢一家の根拠地に飛び込んで奇襲をしかけ、軍次郎を刺殺。さらに初栄の見ている前で唐沢をも血祭りに上げる。しかし、今まで見せたことのなかった凶暴なやくざの顔を初めて見せた浅次郎が唐沢にとどめを刺そうとすると、初栄が必死に止めに入って浅次郎は我に返る。現場に駆け付けた官憲に捕縛され連行される浅次郎。追いかけて抱きすがる初栄に、浅次郎は何もしてやれない。夜は白々と明け、街は動き始めていた。

## スタッフ
- 監督： 加藤泰
- 企画： 俊藤浩滋、橋本慶一
- 原案： 紙屋五平
- 脚本： 村尾昭、鈴木則文
- 撮影： わし尾元也
- 美術： 井川徳道
- 照明： 北口光三郎
- 音楽： 菊池俊輔
- 録音： 野津裕男
- 編集： 河合勝巳
- 助監督： 鳥居元宏
- 記録： 勝原繁子
- 装置： 近藤幸一
- 装飾： 中岡清
- 美粧： 佐々木義一
- 結髪： 白鳥里子
- 衣裳： 岩逧保
- 擬斗： 上野隆三
- 進行主任： 浜田剛

## 出演者
- 菊池浅次郎：鶴田浩二
- 星野軍次郎：大木実
- 江本春夫： 津川雅彦
- 初栄： 藤純子
- 唐沢竜造: 安部徹
- 天竜熊吉： 遠藤辰雄
- 小栗清： 品川隆二
- おかつ：中村芳子
- 江本ひさ：毛利菊枝
- 立石三郎： 山城新伍
- 矢島保： 曽根晴美
- 佐川： 原健策
- 御影京子： 野村明子
- 秀奴：水上竜子
- 野口友次：小田部通麿
- デコ寅：楠本健二
- 末吉： 相原昇
- ドラ亀：佐藤晟也
- 亀三：阿波地大輔
- 八木：鈴木金哉
- 中井徳松： 汐路章
- 山中源一：国一太郎
- 巡査：鳳啓助
- 女中：京唄子
- 医者： 矢奈木邦二郎
- 森村：蓑和田良太
- 小池：野口泉
- 巡査：那須伸太朗
- 媒酌人： 島田秀雄
- 祭の見物人：宮城幸生
- 三村：角野由明
- 労務者：藤本秀夫
- 若衆： 高並功
- 子分：毛利清二
- 親分：小田真士、疋田泰盛
- 労務者： 森源太郎
- 子供：井上ひろし、甲元明美、小林茂喜
- 玉竜： 松代章子
- 看護婦：山乃美七子
- 〆香：森美千代
- 女中：岡嶋艶子
- 石井仙吉： 藤山寛美
- 江本福一： 嵐寛寿郎
- 野村勇太郎： 丹波哲郎
- 以下ノンクレジット
- 神輿の男：寺内文夫、平河正雄
- 観客：川谷拓三、岩尾正隆
- 観客・警官：藤沢徹夫

## ネット配信
- 東映シアターオンライン（YouTube）：2023年1月13日21:00（JST） - 同年同月27日20:59（JST）